# The Mummy's Curse
The Mummy's Curse (lett. "La maledizione della mummia") è un film del 1944 diretto da Leslie Goodwins.
È il sequel di The Mummy's Ghost, prodotto dalla Universal nello stesso anno. In Italia il film è inedito nelle sale ed è andato in onda in versione originale sottotitolato nel circuito satellitare. Lon Chaney Jr. interpreta per la terza volta consecutiva il ruolo della mummia.

## Trama
Stavolta, la mummia (che, nel film precedente, si era immersa in un lago con la sua amata), viene riesumata tramite un dragaggio di un fiume in Louisiana dal sacerdote Ilzor (Peter Coe).
Nel precedente film The Mummy's Ghost Ananka era vecchia decrepita, qui emerge dalle acque bella e giovane ma vittima di forte amnesia. Il film è ambientato 25 anni dopo gli eventi del precedente.

## Produzione
The Mummy's Curse impiega immagini d'archivio di due precedenti film della Universal del ciclo della mummia, La mummia (1932) e The Mummy's Hand (1940).
Nel libro It Came from Bob's Basement: Exploring the Science Fiction and Monster Movie Archive of Bob Burns, dello storico e collezionista di film horror Bob Burns, è rivelato che egli è in possesso dell'ultimo pezzo esistente del makeup realizzato da Jack Pierce per la maschera indossata da Lon Chaney Jr. in questo film.